# Taro Urabe
Taro Urabe (Hyogo, 11 juli 1977) is een voormalig Japans voetballer.

## Carrière
Taro Urabe speelde tussen 1996 en 1999 voor Cerezo Osaka en Montedio Yamagata.

## Statistieken
| Japan   | Japan             | Japan       | League | League | Emperor's Cup | Emperor's Cup | J-League Cup | J-League Cup | Totaal | Totaal |
| Seizoen | Club              | League      | Wed.   | Goals  | Wed.          | Goals         | Wed.         | Goals        | Wed.   | Goals  |
| ------- | ----------------- | ----------- | ------ | ------ | ------------- | ------------- | ------------ | ------------ | ------ | ------ |
| 1996    | Cerezo Osaka      | J. League 1 | 0      | 0      | 1             | 0             | 1            | 0            | 2      | 0      |
| 1997    | Cerezo Osaka      | J. League 1 | 15     | 0      | 0             | 0             | 2            | 0            | 17     | 0      |
| 1998    | Cerezo Osaka      | J. League 1 | 8      | 0      | 0             | 0             | 0            | 0            | 8      | 0      |
| 1999    | Montedio Yamagata | J. League 2 | 15     | 1      | 4             | 1             | 2            | 0            | 21     | 2      |
| Totaal  | Totaal            | Totaal      | 38     | 1      | 5             | 1             | 5            | 0            | 48     | 2      |